# 이종현 (농구 선수)
이종현(1994년 2월 5일 ~ )은 대한민국의 농구 선수이며 포지션은 센터이다.

## 고려대학교 시절
2016 시즌에는 고려대학교의 주장을 맡았고 이에 앞서 예비입학생 신분으로 2012년 12월 25일 명지대와의 경기에 나서 11블록에 성공하여 농구대잔치 한 경기 최다 블록 부분에  본인(이종현) 이름을 올렸다.
2016년 KBL 신인드래프트에서 전체 1순위로 울산 모비스 피버스에 지명되었다.

## 울산 모비스 피버스시절
발등 피로골절 부상으로 인하여 공식 데뷔전은 1월 25일이다. 결국 데뷔전부터 강력한 신인왕후보로 낙점되는듯 했으나, 경기수를 충족하지 못하여 신인왕경쟁에서 일찌감치 밀려났다. 결국 신인왕수상은 동기생인 전자랜드의 강상재에게 돌아갔다.
이후 모비스, kcc, 오리온의 삼각 트레이드로 인하여 오리온으로 트레이드 예정이다

## 출신 학교
- 서울연가초등학교
- 휘문중학교
- 경복고등학교
- 고려대학교

## 경력
- 2013년 FIBA 아시아 선수권 대회
- 2013년 EABA 동아시아 농구 선수권 대회
- 2014년 FIBA 농구 월드컵
- 2014년 아시안 게임 농구 남자

## 수상
- 2013년 KB국민은행 대학농구리그 신인상
- 2013년 KB국민은행 대학농구리그 블록상
- 2013년 KB국민카드 프로-아마 최강전 MVP

1. ↑  김선아 (2015년 12월 31일). “'블록슛하면 나!' 우리가 기억해야 할 그 이름”. 점프볼. 2023년 12월 8일에 확인함.